# リチャード・アシュクロフト
リチャード・アシュクロフト(Richard Ashcroft,1971年9月11日 -)はイギリス・マンチェスター郊外の都市ウィガン出身のミュージシャンである。元ザ・ヴァーヴのボーカリスト。
本名はリチャード・ポール・アシュクロフト(Richard Paul Ashcroft)。

「Q誌の選ぶ歴史上最も偉大な100人のシンガー」において第89位。

## 概要

### 幼少期〜デビュー前
1971年にマンチェスターのウィガンで、父フランクと美容師の母ルイーズの間に生まれる。
11歳のとき、父フランクが脳出血で突然亡くなった後、薔薇十字団に所属していた継父に引き取られた。このことは、その後のアシュクロフトの人生観に大きく影響を与えることになる。
アシュクロフトはウェスト・ランカシャーにある高校に通い、後のバンドメイトであるサイモン・ジョーンズ、ピーター・ソールズベリー、サイモン・トングと出会う。その後ウィンスタンリー・カレッジに通い、そこでニック ・マッケイブと出会った。
また、アシュクロフトはユース世代において有望なサッカー選手で、ウィガン・アスレティックのジュニアユースでプレーしていた。ジョージ・ベストに憧れプロのフットボール選手を目指す時期もあったが、次第に興味を失い、音楽の道を志すようになる。

### ザ・ヴァーヴ
1989年にザ・ヴァーヴを結成しボーカリストとして活躍する。バンドは1997年に「ビター・スウィート・シンフォニー」を収録した大傑作アルバム「アーバン・ヒムズ」を発表。これがイギリスで316万枚を売り上げ、12週チャート1位と大ヒットを記録する。(連続ではない。)
詳細はザ・ヴァーヴの項を参照のこと。

### ソロ活動
1999年にザ・ヴァーヴが2度目の解散をするとリチャードは翌年にソロ・アーティストとして音楽活動を再開。2000年6月にリリースしたソロ転向後の1stアルバム、｢Alone With Everybody｣は全英１位を記録した。
他にも2005年、LIVE 8でコールドプレイのメンバーと共演し、「Bitter Sweet Symphony」を演奏した。

## 人物・エピソード
「俺は空を飛べる」発言に代表される破天荒な言動の数々から付けられた愛称は、マッド・リチャード(狂気のリチャード)。
妹が2人いる。
妻は、 Spiritualizedの元メンバーであるケイト・ラドリー。1995年に結婚したが、長らく公表はされなかった。ケイトとの間には2人の息子がいる。
マンチェスター・ユナイテッドFCのファン。
2006年6月19日、ウィルトシャーにあるユース・クラブ（放課後、子供たちが遊びに集まる場所）に酩酊状態で現れ、その場にいた係員に入場を拒否されたことに対して怒り暴言を吐き、社会秩序を乱した容疑で逮捕された。アシュクロフトは2時間余りの間拘束され、罰金80ポンドを支払い釈放された。

### オアシスとの関係
オアシスのギャラガー兄弟とは仲が良く、1度目のバンド解散時、ドラッグ中毒に陥り肉体的にも、精神的にもどん底の状態だったアシュクロフトを彼らは何度も励まし続けた。オアシスの2ndアルバム「モーニング・グローリー」収録の楽曲「Cast No Shadow」はそんなリチャードのことを歌ったものである。
一方で、2018年にノエル・ギャラガーがソーダジャーカーのポッドキャストにおいて、「俺は、ちょっと上っ面をなでただけで、ソングライティングをしないシンガーソングライターにムカついていてね。俺の知る限り、イギリスのソロ・アーティストはちょっと上っ面をなでただけで、俺やポール・ウェラーやジョニー・マーを除くと、そういう奴は全員ソングライターのチームを後ろに抱えてるんだ」と発言し、その中でソングライターチームの恩恵をあずかるアーティストを挙げた。「リチャード・アシュクロフトやうちの奴に始まり、エド・シーランやワン・ダイレクションの連中に至るまで、奴らはソングライター軍団を従えてるんだ」
このノエル・ギャラガーの発言に対し、アシュクロフトはTwitterにおいて、「俺が自分の曲を書いてないって？ 見極めたほうがいいぜ、ノエル・ギャラガー」とツイートした。

アシュクロフトはソロ活動の中で、「この国が生んだ最高のロック・スター」と「カモン・ピープル（ウィアー・メイキング・イット・ナウ）」 (C'mon People (We're Making It Now)) をリアム・ギャラガーに捧げた。同曲は、2021年10月に発売された｢Acoustic Hyms, Vol.1｣に収録されているセルフカバーバージョンにおいて、リアムとの共演が実現した。

## ディスコグラフィー

### アルバム
| 年                                        | タイトル                | アルバム詳細 | チャート最高位 | チャート最高位 | チャート最高位 | チャート最高位 | チャート最高位 | チャート最高位 | チャート最高位 | チャート最高位 | チャート最高位 | チャート最高位 | 認定                           |
| 年                                        | タイトル                | アルバム詳細 | UK             | AUT            | FRA            | GER            | IRE            | ITA            | NLD            | NZ             | SWI            | US             | 認定                           |
| ----------------------------------------- | ----------------------- | --- | -------------- | -------------- | -------------- | -------------- | -------------- | -------------- | -------------- | -------------- | -------------- | -------------- | ------------------------------ |
| 2000                                      | Alone with Everybody    | - 発売日: 2000年6月26日 - レーベル: Hut - フォーマット: CD, LP, cassette, digital download                                 | 1              | 18             | 28             | 10             | 5              | 4              | 41             | 26             | 39             | 127            | - UK: プラチナ                 |
| 2002                                      | Human Conditions        | - 発売日: 2002年10月21日 - レーベル: Hut - フォーマット: CD, LP, cassette, digital download                                | 3              | 48             | 67             | 14             | 11             | 24             | —              | —              | 51             | —              | - UK: ゴールド                 |
| 2006                                      | Keys to the World       | - 発売日: 2006年1月23日 - レーベル: Parlophone - フォーマット: CD, digital download                                        | 2              | 7              | 78             | 6              | 6              | 11             | 49             | —              | 7              | —              | - UK: プラチナ - IRE: ゴールド |
| 2010                                      | United Nations of Sound | - 発売日: 2010年7月19日 - レーベル: Parlophone - フォーマット: CD, LP, digital download                                    | 20             | 63             | —              | 49             | —              | —              | —              | —              | 50             | —              |                                |
| 2016                                      | These People            | - 発売日: 2016年5月26日 - レーベル: Righteous Phonographic Association - フォーマット: CD, LP, digital download            | 3              | 70             | 97             | 51             | 17             | 34             | 92             | —              | 32             | —              | - UK: シルバー                 |
| 2018                                      | Natural Rebel           | - 発売日: 2018年10月19日 - レーベル: Righteous Phonographic Association - フォーマット: CD, LP, cassette, digital download | 4              | 71             | —              | 82             | 18             | 42             | —              | —              | 47             | —              |                                |
| 2021                                      | Acoustic Hymns, Vol. 1  | - 発売日: 2021年10月29日 - レーベル: Righteous Phonographic Association - フォーマット: CD, LP, cassette, digital download | 2              | —              | 64             | 37             | 23             | —              | —              | —              | 39             | —              |                                |
| "—"は未発売またはチャート圏外を意味する。 |                         | |                |                |                |                |                |                |                |                |                |                |                                |